# Goreaphobia
A Goreaphobia amerikai death metal együttes. 1988-ban alakultak Philadelphiában. Az első olyan death metal zenekarok közé tartoznak, akik a keleti partról származnak. Eredeti pályafutásuk alatt sosem adtak ki nagylemezt, csak egy demót és két EP-t. Emiatt, és a későbbi együttesekre gyakorolt hatásuk miatt, kultikus státuszt értek el underground körökben.
Feloszlásuk után Craig Smilowski az Immolation tagja lett, Chris Gamble pedig új együttest alapított, Blood Storm néven. Alex Bouks az Incantationhöz csatlakozott.
2004-ben újra összeálltak, 2009-ben pedig kiadták első nagylemezüket. 2012-ben véglegesen feloszlottak. A zenekar 1988-tól 1994-ig, majd 1999-től 2002-ig, végül 2004-től 2012-ig működött.

## Tagok
- Chris Gamble - ének, basszusgitár
- Alex Bouks - gitár
- Jim Roe - dob
- VJS - gitár

Korábbi tagok
- Craig Smilowski - dob
- "Big" Mike - dob
- Ken Masteller - dob
- Kevin Brennan - ének (elhunyt)
- Jack Gannon - ének
- Craig Pillard - ének
- Jay Lawrence - basszusgitár
- Gary Gahndi - basszusgitár
- Julian Lawrence - basszusgitár
- Henry Piotrowski - gitár
- John Litchko - gitár
- John Arcucci - gitár (elhunyt)
- Spencer Murphy - gitár
- John McEntee - gitár

## Diszkográfia
- Morbidious Pathology (demó / EP, 1990)
- Omen of Masochism (EP, 1992)
- Vile Beast of Abomination (válogatáslemez, 2006)
- Mortal Repulsion (nagylemez, 2009)[6]
- Apocalyptic Necromancy (nagylemez, 2011)[7]